# Black Mountain Side
«Black Mountain Side» es una canción instrumental de la banda inglesa de Hard Rock Led Zeppelin, incluida en su álbum debut de 1969, Led Zeppelin. Fue grabada en los estudios Olympic, en Londres, en octubre de 1968.

## Historia
«Black Mountain Side» está inspirada en una clásica canción del folklore irlandés llamada «Down by Blackwaterside». El arreglo de la guitarra se basa de manera muy cercana en la versión de Bert Jansch de esta canción, la cual fue grabada para su álbum de 1966 Jack Orion. Este arreglo en guitarra le fue enseñado a Jimmy Page por Al Stewart, cuando este fue el músico de sesión para el disco debut de Stewart.
Para este tema, Page utiliza en su guitarra acústica una afinación en Re modal que consiste en bajar un semitono la estructura DADGAD obteniendo así un sonido que recuerda al de un sitar.
- Datos: Q804233